# 지네올로지
지네올로지(영어:Jineology, 쿠르드어:Jineolojî)는 압둘라 외잘란(Abdullah Öcalan)이 제안한 쿠르드족의 여성주의이다.
로자바가 따르고 있는 민주적 연합체주의(democratic confederalism)의 구성요소이다.

## 같이 보기
- 여성, 생명, 자유